# Клодско
Клодско (пољ. Kłodzko) град је у Пољској у Војводству доњошлеском. По подацима из 2012. године број становника у месту је био 28 356.

## Становништво
| 1950.  | 1960.  | 1970.  | 2012.  |
| ------ | ------ | ------ | ------ |
| 17.171 | 23.344 | 26.141 | 28 356 |

## Партнерски градови
- Бенсхајм
- Георгсмаринхите